# Richmondville (hrabstwo Schoharie)
Richmondville – wieś w Stanach Zjednoczonych, w stanie Nowy Jork, w hrabstwie Schoharie.